# Cambarus pyronotus
Cambarus pyronotus är en kräftdjursart som beskrevs av R. W. Bouchard 1978. Cambarus pyronotus ingår i släktet Cambarus och familjen Cambaridae. IUCN kategoriserar arten globalt som otillräckligt studerad. Inga underarter finns listade i Catalogue of Life.